# Opposition à la vaccination contre la Covid-19
Pour un article plus général, voir Opposition aux mesures de lutte contre la pandémie de Covid-19.

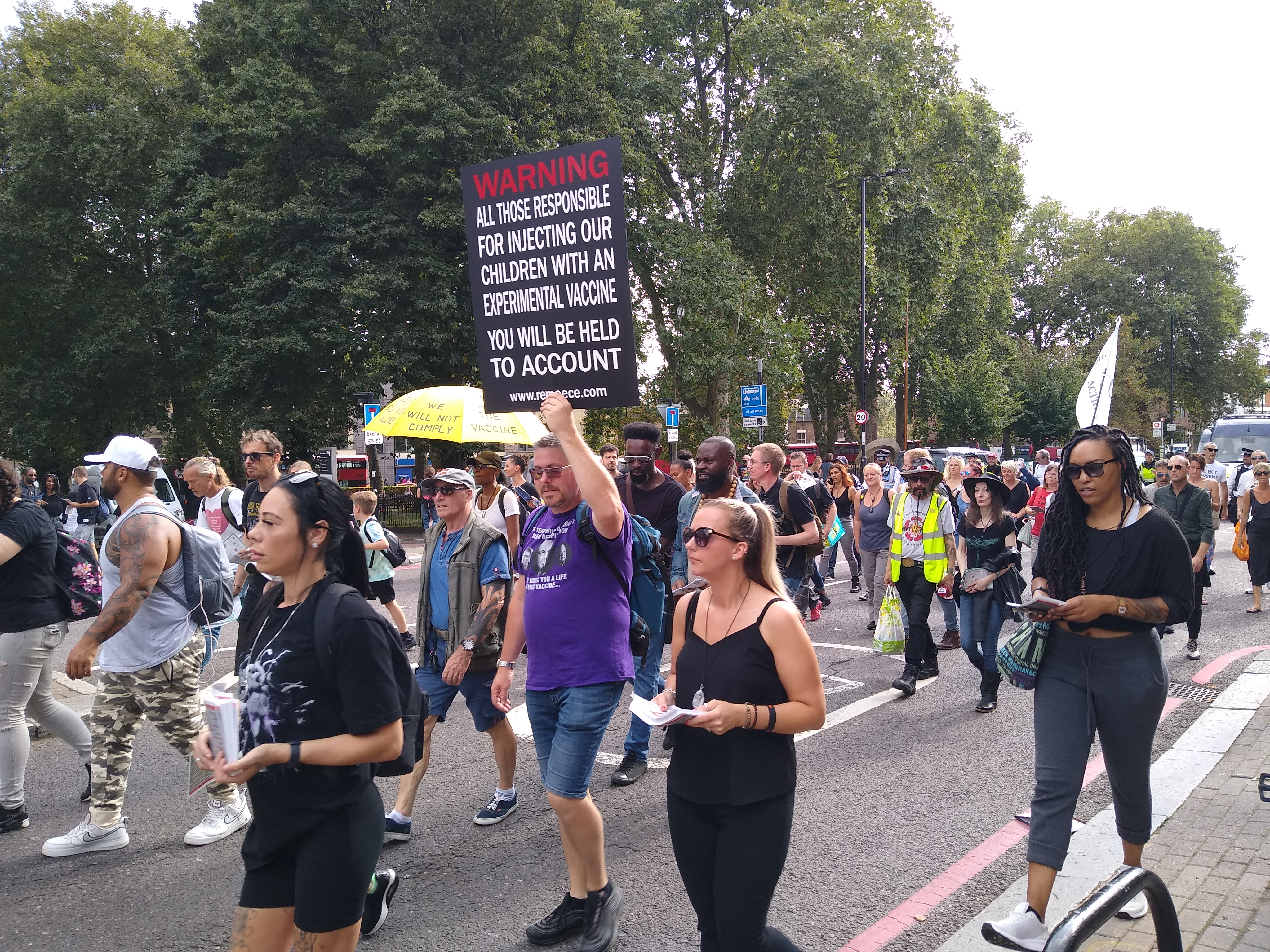
Manifestation contre la vaccination à Londres, en septembre 2021.

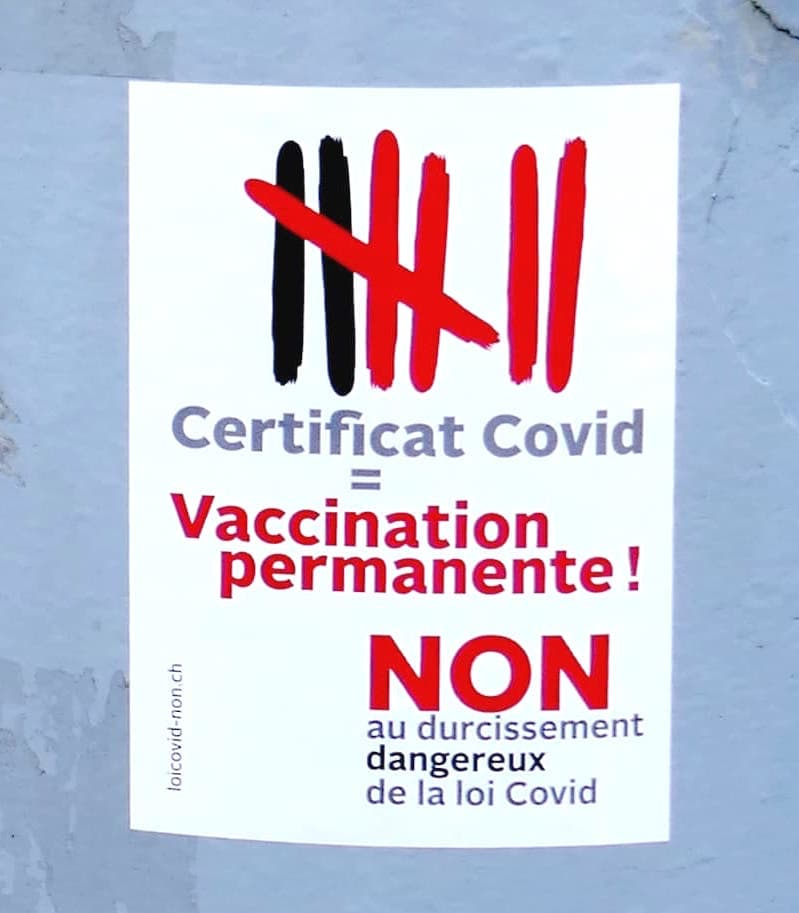
Opposition à la vaccination obligatoire et au passeport sanitaire en Suisse

Au cours de la pandémie de Covid-19, et en particulier à partir du lancement des premières campagnes de vaccination, une partie de la population mondiale s'oppose ou reste méfiante à l'égard du vaccin contre la Covid-19. Ce groupe de personnes reste très hétérogène. Selon Christophe Benavent, il se compose de trois tendances principales : les militants antivax « réfractaires » les plus radicaux nient l'utilité de la vaccination en général, et propagent la désinformation sur la pandémie, voire des théories complotistes pour justifier leur rejet, jusqu'à, pour certains, employer la violence ; les « récalcitrants », partie de la population qui reste sceptique et, sans rejeter totalement la vaccination, craint de potentiels effets secondaires qui y seraient liés, et se vaccine sous la contrainte. Enfin, une dernière catégorie, désignée comme les « procrastinateurs », s'appuie sur différentes raisons pour repousser la vaccination, mais reste possible à convaincre par des arguments scientifiques.
Pour lutter contre la défiance à l'égard de la vaccination, les autorités gouvernementales de nombreux pays mettent en place des politiques d'incitation ou de contrainte à la vaccination, telles que le passe sanitaire en Europe,.
Il est difficile d'établir un profil type des personnes opposées à la vaccination contre le virus, toutefois, en France, selon une étude sociologique publiée en 2021, cela concernerait de manière prédominante les femmes et les personnes jeunes, ainsi que les catégories sociales les plus modestes,,. Sur le plan politique, les personnes opposées à la vaccination seraient plutôt proches d'idéologies de droite radicale ou de gauche radicale, ou apartisanes,. En juillet 2021, 16 % des Français n'avaient pas l'intention de se faire vacciner.

## Anti-vaccinisme
Aux États-Unis, les sentiments antivaccins sont corrélés avec l'orientation politique des Américains. Ainsi, à l’échelle nationale, 41 % des sympathisants républicains déclarent ne pas vouloir se faire vacciner, contre 11 % des démocrates (mars 2021).
Les données diffusées au début de la pandémie de Covid-19 montrent que la controverse sur la vaccination est moins présente au Canada qu'aux États-Unis, mais on note tout de même qu'une personne sur quatre considère la vaccination comme risquée et on constate que la « méfiance vis-à-vis de la vaccination est nettement surreprésentée chez les gens ayant des enfants, chez les moins de 35 ans, chez ceux qui ont les revenus et les niveaux d'éducation les plus faibles de la société ainsi que chez les ouvriers ».
Selon un rapport américain du Center for Countering Digital Hate (CCDH) les deux tiers de la propagande antivax remontent aux activités de 12 personnes : Joseph Mercola (en), Robert Francis Kennedy Jr., Ty et Charlene Bollinger (en), Sherri Tenpenny (en), Rizza Islam (en), Rashid Buttar (en), Erin Elizabeth (en), Sayer Ji, Kelly Brogan (en), Christiane Northrup (en), Ben Tapper et Kevin Jenkins (en),.

## Hésitation vaccinale
L’hésitation vaccinale est un concept désignant un très large spectre de comportements, qui se situent dans l’intervalle allant de l’acceptation sans condition de la vaccination et son rejet complet. Entre ces deux extrêmes, la réticence à la vaccination peut être plus ou moins forte.
Le groupe de travail du Groupe stratégique consultatif d’experts (SAGE) sur l’hésitation à l’égard des vaccins de l’Organisation mondiale de la Santé (OMS) a défini l’hésitation à la vaccination comme « le retard dans l’acceptation ou le refus des vaccins malgré la disponibilité de services de vaccination »,.
Certaines controverses publiques installent une défiance vis à vis des vaccins qui demeurent lorsque la controverse disparaît. Des controverses dans les médicaments conduisent également à une méfiance à l'égard des vaccins,.
Selon le site du gouvernement canadien, le discours négatif sur l’innocuité et l’efficacité des vaccins demeure omniprésent dans les médias traditionnels et sociaux, même si les avantages de la vaccination font consensus dans le milieu scientifique et médical.
Gary R. VandenBos conseille d'aborder le thème de l'hésitation vaccinale lors des séances avec un patient en psychothérapie et d'utiliser les techniques d'entretien motivationnel pour réduire la résistance à la vaccination.

## Responsabilité des laboratoires
Les sociétés pharmaceutiques développant les vaccins bénéficient d'une immunité juridique dans différents pays, dont les États-Unis, afin d'éviter d'être poursuivies en justice en cas d'effets secondaires, à l'exception des « fautes volontaires » (« willful misconduct »),. En Europe, la Commission européenne a rappelé que les règles de l’UE « exigent que cette responsabilité incombe toujours à l’entreprise » :  si un produit est défectueux, ou en cas de négligence, c’est bien le laboratoire qui est responsable, mais en cas d'effet secondaire inconnu avec poursuites judiciaires, l'UE peut contribuer à l'indemnisation.

## Théories du complot
En 2020, la pandémie de Covid-19 attise les théories du complot de groupes antivaccins actifs dans de nombreux pays comme les États-Unis et le Canada.
- Quelques célébrités, dont la chanteuse M.I.A., se prononcent publiquement en défaveur de toute vaccination contre le coronavirus[21]. Au moment de leurs interventions, il n'existe toutefois de fait aucun vaccin disponible pour prévenir la maladie à coronavirus 2019[22].
- Un partisan du mouvement conspirationniste QAnon diffuse notamment la fausse information selon laquelle le coronavirus aurait été créé volontairement par des scientifiques afin de stimuler les ventes d'un vaccin breveté en 2003[23].
- En France, la controverse et l'opposition au vaccin sont menées par différents polémistes conspirationnistes et personnalités apparentées au milieu des pseudo-sciences tels que Thierry Casasnovas ou Silvano Trotta[24], en s'appuyant souvent sur le déni de la théorie du germe.

Alain Fischer, pédiatre, professeur d'immunologie et président du Conseil d'orientation de la stratégie vaccinale, indique que ces fausses nouvelles ne viennent « que d'une toute petite minorité qui vient du milieu médical et scientifique, qui a dévoyé le discours scientifique ». Cette information ressort également du rapport du Center for Countering Digital Hate résultant de l'analyse de près de 812 000 publications sur des réseaux sociaux.
Selon le spécialiste en santé publique Tim Caulfield, la pandémie de Covid-19 contribue à discréditer le mouvement antivaccin et à diminuer certaines controverses sur la vaccination, car elle permet à de nombreux sceptiques de constater par eux-mêmes à quoi ressemble un monde sans vaccin.